# Mário Braga
Mário Augusto de Almeida Braga • GOIH • (Coimbra 14 de julho de 1921 – Lisboa, 1 de outubro de 2016) foi um escritor, tradutor e jornalista português.
Licenciou-se em Ciências Histórico-Filosóficas pela Faculdade de Letras da Universidade de Coimbra e lecionou durante alguns anos. Foi diretor-geral da secretaria de Estado da Comunicação Social, membro do Conselho Consultivo das Bibliotecas Itinerantes da Fundação Calouste Gulbenkian e tradutor de várias obras literárias (Elsa Triolet, Vercors, entre muitos outros autores). Foi, também, editor da revista coimbrã Vértice, de 1946 a 1965, aderindo ao grupo de escritores neorrealistas a ela ligados. 
Estreou-se, em 1944, com o livro de contos Nevoeiro e, logo a seguir, a coletânea Serranos, vindo a confirmar a sua tendência para a narrativa breve, particularmente centrada nos dramas do trabalhador rural e nos seus conflitos sociais e económicos. 
Mais tarde, em Quatro Reis, O Livro das Sombras e Corpo Ausente, a temática dos contos evoluiu para um ambiente mais citadino, atingindo com O Reino Circular a alegoria e a sátira de feição ideológica. Nunca deixando de refletir no âmbito cultural e político, como testemunham os dois volumes de As Ideias e a Vida, Braga escreveu ainda Momentos Doutrinais onde revela o seu percurso pela literatura e as ideias que juntou a partir das suas reflexões.
Como autor dramático, é autor de duas farsas em um ato (O Pedido e Café Amargo, 1966) e da peça em três atos A Ponte Sobre a Vida.
A 12 de fevereiro de 1996, foi agraciado com o grau de Comendador da Ordem do Infante D. Henrique.

## Obras
- Nevoeiro (contos) (1944)[4]
- Caminhos sem Sol (novelas) (1948)
- Serranos (contos) (1948)
- O Pedido (teatro) (1949)
- Platão e a Poética (ensaio) (1950)
- Camilo e o Realismo (ensaio) (1957)
- Mariana (novela) (1957)
- Quatro Reis (contos) (1957)
- Histórias da Vila (contos) (1958)
- Vale de Crugens (novela) (1958)
- O Cerco (novela) (1959)
- O Livro das Sombras (narrativas) (1960)
- O Gnomo (romance) (1962)
- Corpo Ausente (novelas) (1961)
- Viagem Incompleta (contos) (1963)
- As Ideias e a Vida (crónicas) (1965)
- A Ponte sobre a Vida (teatro) (1965)
- Café Amargo (teatro) (1966)
- Antes do Dilúvio (romance) (1967)
- Os Olhos e as Vozes (novelas) (1971)
- O Reino Circular (romance) (1971)
- Entre Duas Tiranias: Uma Campanha Pouco Alegre em Prol da Democracia (ensaio) (1977)
- O Intruso (contos e novelas) (1980)
- Contos Escolhidos (1983)
- As Rosas e a Pedra (crónicas) (1995)
- Contos de Natal (1995)
- Espólio Intacto (novela) (1996)
- Momentos Doutrinais (ensaio) (1997)